# Дэцзяо

Дэцзяо

Дэцзяо  (Учение Добродетели, кит. Déjiāo (德教)) — синкретическая религиозная организация, возникшая в 1940-х годах в Южном Китае, и затем распространившаяся в Юго-Восточной Азии (Сингапур, Таиланд, Малайзия). Последователями Дэцзяо являются в основном выходцы из местности Чаочжоу провинции Гуандун, и организация таким образом является формой сплочения носителей чаошаньского диалекта, на котором ведётся богослужение. Пантеон Дэцзяо возглавляет Гуань-ди, обожествлённый китайский военачальник периода Троецарствия Гуань Юй (160—219), ставший воплощением Верховного Бога. Пантеон включает Лао-Цзы, Конфуция, Будду, Христа и Мухаммеда. Почитается также Сун Дафэн, монах-благотворитель сунской эпохи, уроженец Чаочжоу, ряд даосских божеств и божеств народных культов.
Общины Дэцзяо ведут масштабную благотворительную деятельность, до 1967 года практиковали регулярные спиритические сеансы.